# Периш, Фернанду
Фернанду Периш да Силва (порт. Fernando Peres da Silva, 18 января 1943 — 10 февраля 2019) — португальский футболист, играл на позиции полузащитника.
Выступал, в частности, за клуб «Спортинг», а также национальную сборную Португалии, в составе которой стал бронзовым призёром чемпионата мира 1966 года.

## Клубная карьера
В профессиональном футболе дебютировал в 1957 году, выступая за команду «Белененсиш», в которой провёл пять лет. Впоследствии с 1965 по 1973 год играл за лиссабонский «Спортинг», с которым стал двукратным чемпионом Португалии и двукратным обладателем кубка страны. В течение сезона 1968/69 на правах аренды играл за «Академика Коимбра».
В 1974 году Периш отправился в Бразилию, где защищал цвета клуба «Васко да Гама», став с ним победителем Серии A. В сезоне 1974/75 он выступал за «Порту», а затем вернулся в Бразилию, где со «Спорт Ресифи» выиграл Лигу Пернамбукано. Завершил профессиональную карьеру в клубе «Трези», за который выступал в течение 1976 года.
По окончании карьеры игрока Периш начал тренерскую деятельность. Среди клубов высшей лиги работал с «Униан Лейрия» и «Витория Гимарайнш».

## Выступления за сборную
4 июня 1964 года дебютировал в официальных матчах в составе национальной сборной Португалии, соперником была Англия. Периш открыл счёт в игре, но в итоге команды разошлись вничью 1:1. В составе сборной Периш был участником чемпионата мира 1966 года в Англии, на котором команда завоевала бронзовые награды, однако в ходе турнира был резервным игроком и на поле не выходил. 9 июня 1972 года он провёл последний матч за Португалию в финале Кубка независимости Бразилии, его команда с минимальным счётом уступила хозяевам турнира. В течение карьеры в национальной команде, которая длилась девять лет, Периш провёл в форме Португалии 27 матчей, забив четыре гола.

## Смерть
10 февраля 2019 года, через месяц после госпитализации, Периш умер в больнице Антониу Эгаша Мониша в Лиссабоне. Ему было 76 лет.